# 瓦勒德菲耶尔
瓦勒德菲耶尔（法語：Val-de-Fier，法語發音：[val də fjɛʁ]，意为“菲耶爾河谷”）是法国上萨瓦省的一个旧市镇，属于阿讷西区。2019年，瓦勒德菲耶尔与市镇瓦利耶尔合并为新市镇菲耶尔河畔瓦利耶尔。

## 地理
瓦勒德菲耶尔（45°55'30"N, 5°54'18"E）面积10.11 平方千米，位于法国奥弗涅-罗讷-阿尔卑斯大区上萨瓦省，该省份为法国东部省份，历史上为薩伏依的一部分，北与瑞士接壤，西接安省，南至萨瓦省，东与瑞士和意大利接壤。
与瓦勒德菲耶尔接壤的市镇（或旧市镇、城区）包括：莫村、克朗皮尼-博讷盖特、德鲁瓦西、洛尔奈、塞塞勒、瓦利耶尔。

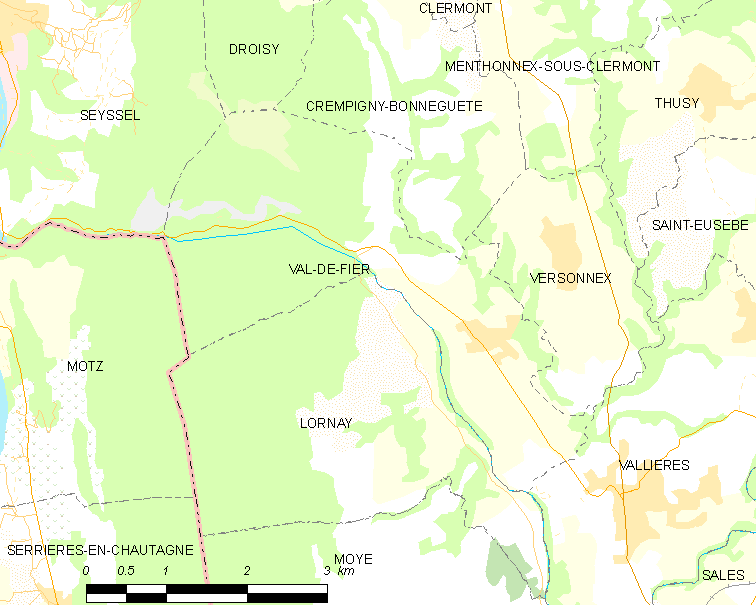
瓦勒德菲耶尔的OSM定位图

瓦勒德菲耶尔的时区为UTC+01:00、UTC+02:00（夏令时）。

## 行政
瓦勒德菲耶尔的邮政编码为74150，INSEE市镇编码为74274。

## 政治
瓦勒德菲耶尔所属的省级选区为吕米伊县。

## 人口

1962-2008年间瓦勒德菲耶尔人口变化图示

瓦勒德菲耶尔于2015时的人口数量为666人。